# 群山貨物線
群山貨物線（クンサンファムルせん、朝鮮語: 군산화물선）は、かつて大韓民国全羅北道群山市の大野駅と群山貨物駅を結んでいた、韓国鉄道公社の鉄道路線（貨物線）。

## 歴史
日本植民地時代、湖南平野の米などの豊かな農産物を日本に搬出するために群山港が建設され、湖南線と群山港を結ぶ群山線（クンサンせん、군산선）が開通した。以降21世紀初期に至るまで、長らく湖南線と群山市の中心地を結ぶ役割を担っていた。
しかし2008年1月1日、錦江河口を挟んで途切れていた群山線と長項線が接続される。その結果、大野駅から益山方面の区間は長項線に編入され、大野 - 群山間は長項線の支線である群山貨物線に改称された。
朝鮮戦争以来、群山空港に駐留する在韓米軍の貨物輸送の役割と、群山港周辺の工場のための貨物輸送の役割も果たしたが、貨物の輸送手段がトラックやコンテナトレーラーなどに変わり、群山港付近の工場以外の貨物需要はほぼ姿を消した。
2008年に群山貨物線となって以降は旅客輸送がなくなり、貨物輸送の営業も停止。2011年に終点の群山貨物駅から延びていた沃溝線の運用が再開され、群山貨物線にも貨物列車が不定期で通過するようになったが、2016年から始まった群山港線の工事により沃溝線の起点が同線の群山玉山信号場に変更され、再び休止路線となった。それから6年後の2022年、群山貨物線は正式に廃止された。
- 1912年3月6日：群山線の一部として開業。
- 1924年6月1日：開井駅開業。
- 1931年8月1日：群山 - 群山港間開業。
- 1943年12月1日：群山港駅廃止、群山埠頭駅開業（群山埠頭駅は1945年以降閉鎖）。
- 1944年6月15日：開井駅廃止[1]。
- 1945年3月16日：開井駅再開業[2]。
- 1996年5月15日：9501系気動車の運行を開始。
- 2008年
  - 1月1日：大野 - 益山間を長項線に編入、路線名を群山貨物線へ改称。同時に群山駅が群山貨物駅へ改称される。通勤列車の運行を廃止。
  - 7月1日：群山貨物駅の貨物営業停止。全区間の営業停止。
- 2022年3月6日：廃止。

## 駅一覧
- 廃止時点のもの。
- 駅所在地は全線全羅北道群山市内。

| 駅名       | 駅名       | 駅間キロ (km) | 累計キロ (km) | 接続路線                       |
| 日本語     | ハングル   | 駅間キロ (km) | 累計キロ (km) | 接続路線                       |
| ---------- | ---------- | ------------- | ------------- | ------------------------------ |
| 大野駅     | 대야역     | 0.0           | 0.0           | 韓国鉄道公社：長項線・群山港線 |
| 開井駅     | 개정역     | 3.5           | 3.5           |                                |
| 群山貨物駅 | 군산화물역 | 5.4           | 8.9           |                                |

### 廃駅
路線廃止以前に廃止された駅。
- 群山港駅：1943年廃止。
- 群山埠頭駅：1945年以降廃止。

### 過去の接続路線
- 群山貨物駅：沃溝線（2020年12月10日廃止）